# Imad Khalili
Imad Khalili (Dubai, 3 aprile 1987) è un ex calciatore e allenatore di calcio svedese di origini palestinesi, assistente allenatore dell'Al-Wasl.

## Biografia
È cugino del centrocampista Abdul Khalili, suo compagno di squadra all'Hammarby.

## Carriera
Khalili è nato a Dubai, dove i suoi genitori, di origine palestinese, si erano trasferiti dal Libano.
Complice la difficile situazione internazionale che si era venuta a creare in quegli anni nell'area del golfo Persico, la sua famiglia decise di emigrare in Svezia.
All'età di cinque anni è entrato a far parte delle giovanili dell'Högaborgs BK, club minore situato a Helsingborg.
Nel 2005 fu ceduto alla maggiore squadra cittadina, l'Helsingborgs IF, con cui ha collezionato 23 presenze ed una rete tra il campionato 2005 e parte di quello 2006, quando in estate fu prestato ai danesi del Randers con cui fece solo due apparizioni. Andò in prestito anche l'anno seguente, questa volta al Bunkeflo IF, all'epoca militante in Superettan.
Prima dell'inizio della stagione 2008 è stato prelevato dall'IFK Norrköping, con cui è retrocesso in Superettan al termine della prima annata in biancoblu, salvo conquistare la promozione nella massima serie due anni dopo. Il 22 luglio 2013 ha realizzato il primo gol ufficiale della storia della Tele2 Arena di Stoccolma, grazie al suo momentaneo vantaggio sul Djurgården.
Nell'agosto 2013 si trasferisce dal Norrköping all'Helsingborg. Con 15 reti all'attivo, all'ultima giornata di campionato si laurea leader solitario della classifica marcatori 2013 grazie al rigore trasformato al 92' minuto di AIK-Helsingborg (2-1).
L'8 gennaio 2014 passa in prestito agli arabi dell'Al-Shabab, militanti nel campionato saudita e nella Champions League asiatica. Durante il successivo mese di giugno si trasferisce a titolo definitivo in Cina, allo Shanghai East Asia, dove ha terminato la stagione 2014 prima di essere rilasciato dal club asiatico. Nel febbraio 2015 la sua carriera riparte dagli Emirati Arabi Uniti, accordandosi con il Baniyas, dove segna 2 gol in 8 partite.
Scaduto l'accordo con gli emiratini, nel luglio 2015 torna a far parte di una squadra svedese con l'ingaggio da parte dell'Hammarby. Partito spesso dalla panchina, a un anno dal debutto con l'Hammarby segna il primo gol con i biancoverdi. Nel corso dell'estate 2017, visto il poco spazio a disposizione e gli arrivi degli attaccanti Muamer Tanković e Sander Svendsen, Khalili viene girato in prestito al Brommapojkarna nel campionato di Superettan, con cui gioca 7 partite senza segnare alcuna rete.
Rientrato all'Hammarby, gioca tre ulteriori stagioni prima di entrare a far parte dello staff tecnico del club in qualità di assistente allenatore in prima squadra. Nel gennaio 2023 assume la guida dell'Hammarby TFF, la squadra riserve dell'Hammarby . Il 2 luglio 2023 l'organizzazione dell'Hammarby comunica che Khalili avrebbe seguito l'ex tecnico biancoverde Miloš Milojević nella sua parentesi negli Emirati Arabi Uniti, entrando così nello staff tecnico dell'Al-Wasl.

## Palmarès

### Club
- Coppa di Svezia: 1

Hammarby: 2020-2021

### Individuale
- Capocannoniere dell'Allsvenskan: 1

2013 (15 gol)